# Erigorgus ontariensis
Erigorgus ontariensis là một loài tò vò trong họ Ichneumonidae.